# 쉬어스역
쉬어스역(독일어: Bahnhof Schiers)는 스위스 그라우뷘덴주의 쉬어스 지자체에 있는 기차역이다. 래티셰 철도 1,000mm 미터궤 란트콰르트-다보스 플라츠선의 중간역이다.

## 운행편
쉬어스는 지역 열차와 쿠어 S-반의 S1에서 운행된다.
- 레기오익스프레스 :
  - 디젠티스/무쉬테와 스쿠올-타라스프 사이의 시간별 서비스.
  - 란트콰르트와 생모리츠 사이를 매시간 운행 한다.
  - 란트콰르트와 다보스 플라츠 사이의 시간별 서비스.
- 레기오 :
  - 스쿠올-타라스프에 제한된 서비스.
  - 란트콰르트와 다보스 플라츠 간의 제한된 서비스.
- 쿠어 S-반 S1 : 레췬스까지 매시간 운행.